# Ammodenia oblongifolia
Ammodenia oblongifolia là loài thực vật có hoa thuộc họ Cẩm chướng. Loài này được (Torr. & A. Gray) Rydb. mô tả khoa học đầu tiên năm 1912.